# Leon Johnson
Leon Dean Johnson (ur. 10 maja 1981 w Londynie) – grenadyjski piłkarz grający na pozycji obrońcy. Od 2007 roku jest zawodnikiem klubu Wycombe Wanderers.

## Kariera klubowa
Johnson urodził się w Londynie, w rodzinie pochodzenia grenadyjskiego. Karierę piłkarską rozpoczął w Southend United, a swój pierwszy mecz ligowy rozegrał w nim w 2000 roku, w rozgrywkach Division Three. W Southend występował do końca sezonu 2001/2002. W klubie tym rozegrał 48 meczów, w których strzelił 3 gole.
W 2002 roku Johnson przeszedł do Gillingham, grającego w Division One. W 2005 roku spadł z Gillingham do Football League Two. W Gillingham grał do lata 2007. Przez 5 sezonów wystąpił 98 razy w meczach ligowych i zdobył w nich 2 bramki.
W 2007 roku Johnson ponownie zmienił klub i został zawodnikiem Wycombe Wanderers. W 2009 roku awansował z nim z League Two do League One. W 2010 roku spadł z Wycombe z League One.

## Kariera reprezentacyjna
W reprezentacji Grenady Johnson zadebiutował 27 maja 2011 roku w zremisowanym 2:2 towarzyskim meczu z Antiguą i Barbudą. W 2011 roku został powołany do kadry na Złoty Puchar CONCACAF 2011.